# Negrosi csillagosgalamb
A negrosi csillagosgalamb (Gallicolumba keayi) a madarak osztályának galambalakúak (Columbiformes) rendjéhez és a galambfélék (Columbidae) családjához tartozó faj.

## Elterjedése
A negrosi csillagosgalamb a Fülöp-szigetekhez tartozó Negros és Panay endemikus madara. Rokona a Tanna-szigeti csillagosgalambnak.

## Megjelenése
Hossza 29 centiméter. Súlya nem éri el az 1 kilogrammot. Tollazata hátán és szárnyain zöld, mellén fehér, rózsaszín csíkkal.

## Életmódja
Majdnem teljesen röpképtelen faj. Táplálékát, mely rovarokból és gyümölcsből, valamint magvakból áll a földön keresgeti.

## Szaporodása
A földön lévő páfrányokra és fák közé építi fészkét. Fészekalja 3 tojásból áll melyekből valószínűleg csak 1 kel ki.

## Természetvédelmi helyzete
A 19. században még gyakori volt. A betelepített ragadozók veszélyt jelentenek erre s földön fészkelő fajra. A hasonló San Cristóbal-i csillagosgalambot is a ragadozók irtották ki. A faj állománya nagyjából 50 egyedből áll, melyek nagy része Negros szigetén él.